# Schneller als der Tod (Bazell)
Schneller als der Tod ist ein Roman des amerikanischen Autors Josh Bazell.
Der Roman wurde in mehr als dreißig Sprachen übersetzt und war in vielen Ländern Bestseller. Außerdem wurde er 2011 mit dem Deutschen Krimi-Preis ausgezeichnet.

## Inhalt
Der Roman behandelt die Geschichte eines Mafia-Aussteigers, den die Vergangenheit einholt. Die Hauptperson Pietro Brnwa alias Dr. Peter Brown ist ein zynischer Arzt im Manhattan Catholic Krankenhaus in New York. Er ist Teil des Zeugenschutzprogramms, nachdem er als Killer ausgestiegen ist. Der Roman schildert seine Geschichte wechselnd in der Gegenwartssicht als Assistenzarzt und der Vergangenheitssicht als Mafioso. Im Verlauf der Geschichte konvergieren die Handlungsstränge, als ihn ein ehemaliger Weggefährte enttarnt.
Der Originaltitel Beat the Reaper verwendet die personifizierte Form des Todes im Sinne des Sensenmanns. In der deutschen Übersetzung wird der Begriff Schnitter angewandt.

## Fortsetzung
2011 erschien mit dem Titel Einmal durch die Hölle und zurück die deutsche Übersetzung der Fortsetzungsgeschichte.

## Ausgaben

### Buch
- Originalausgabe: Beat the Reaper. Little, Brown & Co, New York City 2009, ISBN 978-0-316-03222-3.
  - deutsch: Schneller als der Tod. Aus dem Amerikanischen von Malte Krutzsch. S. Fischer Verlag 2010, ISBN 978-3-10-003912-5.

### Hörbuch
- Schneller als der Tod (Hörbuch, gelesen von Christoph Maria Herbst), Der Hörverlag 2010, ISBN 978-3-86717-540-1.